# Гзерот тах-тат

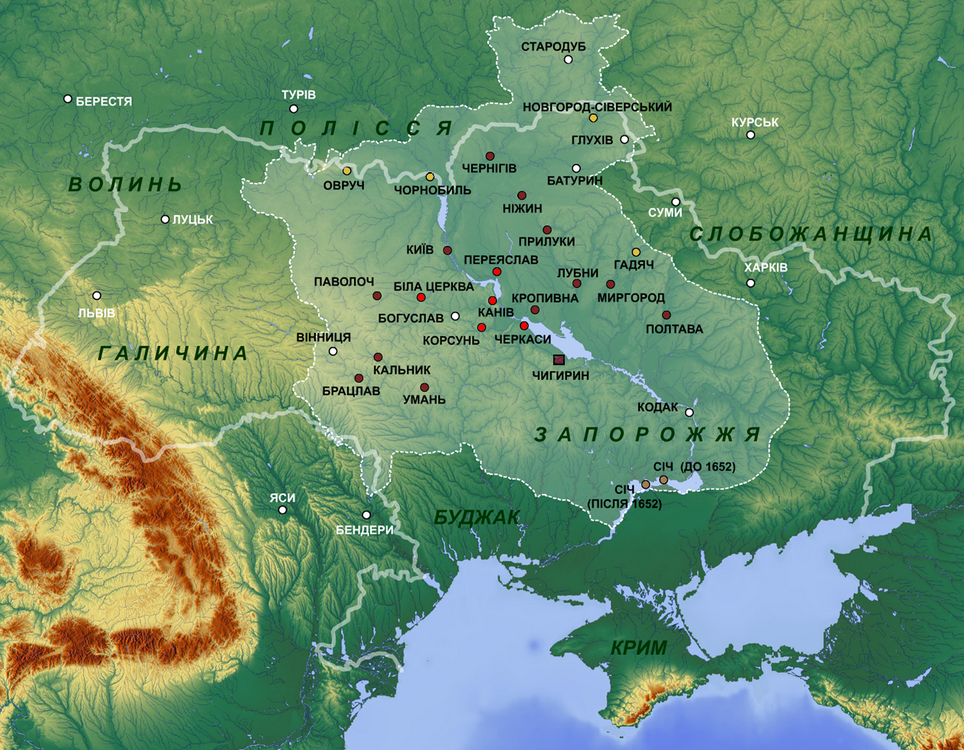
Мапа кордонів Гетьманщини за Зборівським Договором

«Гзерот тах-тат» (івр. גזֵרות ת"ח–ת"ט‎, злі декрети (5)408-(5)409) — події часів Хмельниччини, коли відбувались вбивства та насильство, направлені проти єврейського населення. Внаслідок трагедії була знищена найбільша на той час єврейська спільнота в світі та отримали поштовх релігійно-містичні течії юдаїзму: саббатіанство, франкізм, хасидизм.

## Події
Хоча війни, що почалися з козацького повстання 1648 року, тривали майже 20 років (в польській традиції цей період іменується «Потоп»), основні втрати єврейська громада в Україні зазнала в перші місяці військових дій — навесні і влітку 1648-го.
16 травня козаки за допомогою татар розгромили головні сили поляків під Корсунем. Почалася втеча єврейського населення з Білої Церкви, Паволочі, Чуднова, Любара (всі — Житомирська область) в укріплені міста Полонне, Заславль (нині Ізяслав), Старокостянтинів (всі — Хмельницька область), Острог (Рівненська область).
У Тульчині польські війська видали євреїв козакам в обмін на власне життя, в Тернополі гарнізон відмовився впускати євреїв. У Барі фортеця впала, і всі євреї були перебиті. Інша бійня сталася в Наролі. У Немирові козаки проникли у фортецю, переодягнувшись поляками, і знищили 6000 людей в місті.
В кінці 1648 року число полонених було настільки великим, що нечувано впали ціни: татари міняли шляхтича на коня, а єврея — на дрібку тютюну. Згідно з умовами Зборівського договору 1649 року, євреї втрачали право проживання в Україні.
У 1653 року син Хмельницького Тиміш вчинив з козацьким загоном новий похід в Молдову, при цьому сталася страшна різанина євреїв в Яссах, вона описана в щоденнику християнського автора-сирійця, Павла Алеппського.

## В літературі
Подіям епохи гзерот-тах присвячений ряд творів єврейської літератури, в їх числі драма у віршах Н. Мінського «Облога Тульчина» (1888), роман Ш. Аша «Кіддуш ха-Шем» («Во славу Божу», 1919), балада «Бат ха-рав» («Дочка рабина», 1924) Ш. Черніховскій, роман «Дер кнехт» («Раб», 1960) І. Башевіса-Зінгера. У свою чергу, через деякий час після подій повстання під проводом Хмельницького в українському фольклорі з'явилися твори епічного жанру («думи»), вони демонізують роль євреїв в соціальному житті попередньої епохи. У цих творах фігурує, наприклад, єврей, що насильно заганяє козака в шинок або стягує з православних плату за відправлення обрядів в церкві, що не відповідало реальному життю. Видатний український історик Грушевський, а також письменник і філолог Франко віднесли виникнення «дум» до XVIII ст. Однак у ідеологів українського національного руху, в творах ряду письменників і істориків-українців (в їх числі Гоголя, Костомарова і Шевченка) ці фольклорні мотиви отримали значення безперечних реалій.

Грушевський писав:
"Був час, якщо пам'ятки української історіографії XVIII ст., так звані козацькі літописи, високо цінували як важливий і можливий матеріал для історії подій України XVІІ ст., Особливо її революції. Серед її джерел історики України відводили їм головне місце і на них спиралися при викладі і висвітленні подій.
Але прийшов час критики. Першою розвінчали «Історію русів», потім прийшла черга Величка і Грабянки. Останнім часом багато втратив з свого колишнього престижу і найповніший Самовидець. «Козацькі літописи» вельми часто при описі подій XVІІ ст. виявлялися несамостійними, побудованими на польських літературних джерелах, а в самостійних частинах — джерелами суб'єктивними, деколи навіть фантастичними ".